# Плавац Мали
Плавац Мали (хорв. Plavac mali), порой ошибочно называемый Плавак Мали — технический (винный) и столовый сорт винограда, используемый для производства красных вин в Хорватии. Один из важнейших автохтонных сортов для современного хорватского виноделия, и рядом экспертов оценивается, как лучший винный сорт страны. Название переводится с хорватского, как «синий маленький». Входит в число самых культивируемых сортов винограда в Хорватии.

## История
Произошёл в результате естественного скрещивания сортов Примитиво (хорв. Crljenak Kaštelanski, хорв. Tribidrag) × Добричич (хорв. Dobričić) в Далмации. Впервые упоминается в документах в 1841 году, причём уже, как важный знаковый сорт винограда Далмации.
Некоторое время считалось, что сорт является клоном Примитиво, но в процессе генетических исследований сорта Зинфандель, проведённых доктором Кэрол Мередит с 1998 по 2003 год в UC Davis совместно с Университетом Загреба, появилась возможность узнать настоящих родителей. Известный калифорнийский винодел Майк Гргич попросил исследователей обратить внимание на Плавац Мали, и полученные данные опровергли идентичность сорта с Зинфанделем (Примитиво) и однозначно указали на родителей сорта.
Первое хорватское вино, которое получило в 1961 году защиту по географическому указанию, Дингач, производится из этого сорта.

## География
Сорт является автохтоном Хорватии. Культивируется в Далмации.

## Основные характеристики
Листья тёмно-зелёные, глубокорассечённые, пятилопастные, гладкие, снизу с густым опушением. Черешковая выемка открытая лировидная с плоскозаостренным дном.
Цветок обоеполый.
Грозди мелкие и средние, конические и цилиндроконические, разной плотности.
Ягоды мелкие, округлые, тёмно-синие, покрыты обильным восковым налетом. Кожица толстая. Мякоть сочная, сладкая.
Сорт среднего или среднепозднего периода созревания.
Урожайность стабильно высокая.
Сорт слабо морозоустойчив. Устойчивость против грибных заболеваний средняя.

## Характеристика вина
Из сорта производят высококачественные, ароматные вина с высоким содержанием спирта и танинов. Во вкусе и аромате — ежевика, темная вишня, перец и специи.
Наиболее известные марочные вина из Плавац мали, это Поступ (хорв. Postup), Дингач (хорв. Dingač) и Прошек.
Вина обладают потенциалом к хранению.

## Синонимы
Как и у любого другого старого сорта, у него есть множество синонимов. Некоторые из них, это Babić, Crljenak, Kaštelanski, Kasteljanac, Kastelka, Kusmanic, Pagadebit, Pagadebit Crni, Pagadebit Mali, Pagadebit Pravi, Pagadebit Veliki, Pagadebit Zelenjak, Plavac Mali Crni, Plavac Mali Kastelanski, Plavatz Petit Noir, Plavac Pravi, Plavac Srednji, Plavac Veliki, Plavac Zelenac, Plavec Mal, Rodulic, Sarac, Sarak, Viska, Zelenac, Zelenak.